# Falasarna
Falasarna (em grego: Φαλάσαρνα; romaniz.: Phalásarna) foi uma antiga cidade portuária no noroeste da ilha de Creta, Grécia. Falasarna é igualmente o nome de uma aldeia atual situada a sudeste da antiga cidade. Os restos atualmente visíveis foram construídos no último terço do século III a.C. e incluem várias torres e bastiões imponentes de arenito, centenas de metros de muralhas que protegiam a cidade e um porto fechado por todos os lados por muralhas. O porto é rodeado por cais em rocha com pedras para amarração e está ligado ao mar através de dois canais artificiais. Entre os achados mais notáveis no porto encontram-se vias públicas, poços, armazéns, um altar e banhos públicos. A maior parte destas estruturas foi descoberta durante escavações que começaram em 1986 e ainda decorrem atualmente.
Além do porto, há também uma acrópole, construída num cabo que se ergue 90 metros acima do porto e se entra para adentro. Na acrópole há muitas ruínas, que incluem um templo dedicado à deusa Díctina, cisternas, poços e torres de fortificação e de vigia, podendo esta últimas ter servido para velar pelas rotas marítimas.
Na atualidade, Falasarna é uma área agrícola e uma atração turística, não só devido ao sítio arqueológico, mas também à praia vizinha, considerada uma das mais belas de Creta e por vezes classificada entre as melhores do mundo. Administrativamente pertence ao município de Císsamos e à unidade regional de Chania. O sítio arqueológico fica 1,5 km a noroeste da atual aldeia de Falasarna, 12 km a oeste de Císsamos e 50 km a oeste de Chania O vale onde se situa está coberto por oliveiras e estufas, onde se cultivam principalmente tomates.

## História antiga
Falasarna foi mencionada por historiadores e geógrafos da Antiguidade, como Cílax, Estrabão, Políbio, Lívio, Plínio, Dionísio Calífontis e o geógrafo anónimo conhecido como Estadiasmo. Os antigos geógrafos descreveram o porto artificial fechado escavado a partir de uma laguna, rodeado por muralhas e torres. A cidade era uma potência marítima e o porto era a razão da sua existência, a fonte da sua riqueza e a base do seu reconhecimento externo. Era uma cidade-estado com as suas próprias leis e a sus própria moeda, que forneceu conselheiros militares e milhares de mercenários para uma guerra do rei macedónio Perseu contra os romanos (179–168 a.C.).

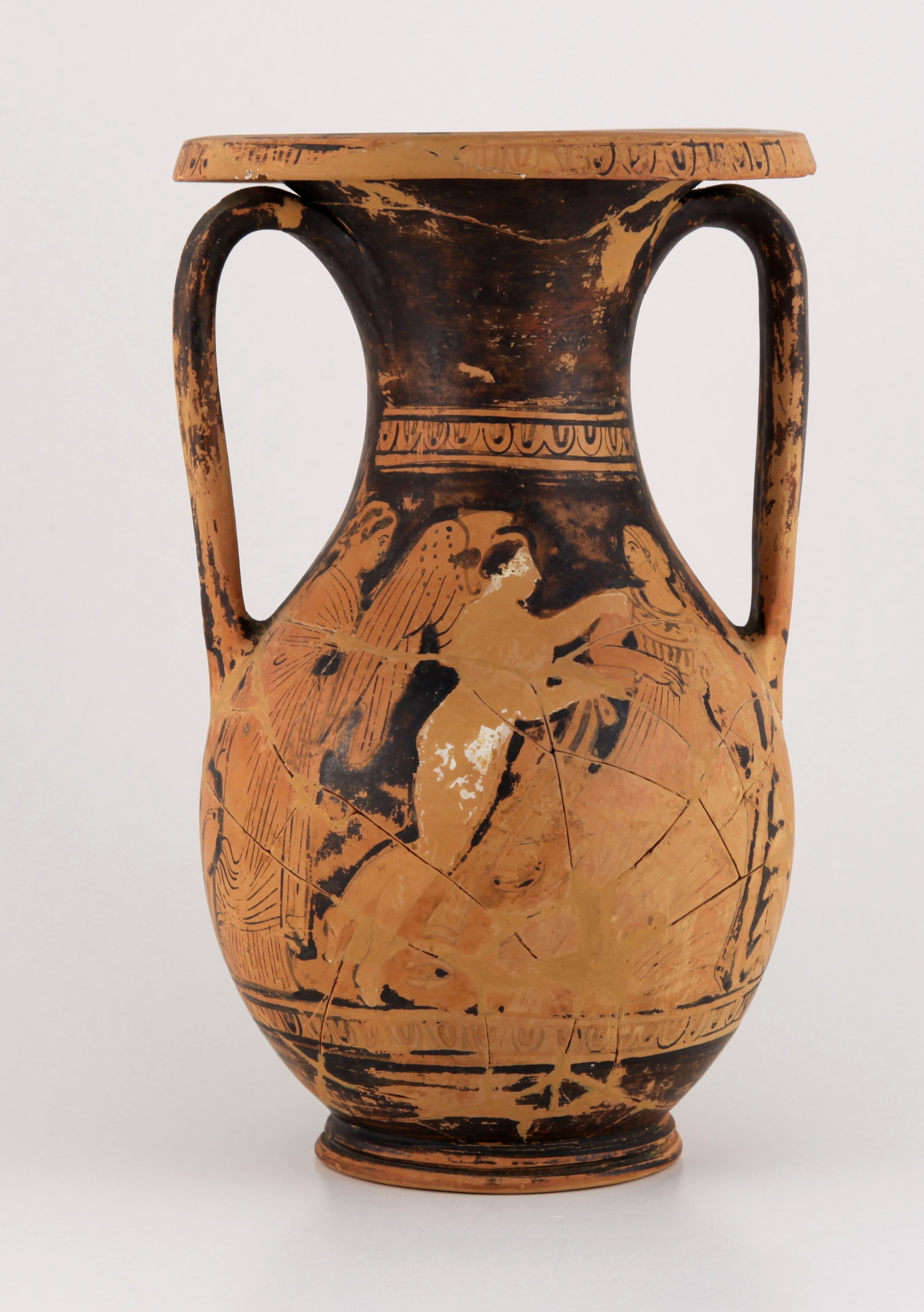
Pélica do com Eros perseguindo uma ménade, encontrado em Falasarna

Falasarna esteve envolvida em duas grandes guerras com as cidades-estado vizinhas durante o período helenístico. A primeira foi com Polirrénia, possivelmente despoletada devido a disputas territoriais. Começou no final do século IV a.C. e terminou cerca de 290 a.C., na sequência de uma mediação de Cleónimo de Esparta. O tratado de paz foi inscrito numa placa de pedra que atualmente se encontra no Museu de Císsamos. A segunda guerra foi travada contra Cidónia por volta de 184 a.C. e terminou com uma intervenção romana.
A cidade-estado prosperou com os seus negócios marítimos, o que é evidenciado pelos restos de edifícios monumentais e obras de arte. O tratado com Polirrénia coloca em evidência que no século III a.C. os habitantes de Falasarna estavam envolvidos em pirataria, uma prática comum das cidades cretenses. Em 69–67 a.C., os romanos enviaram tropas para eliminarem a pirataria do Mediterrâneo Oriental e atacaram Falasarna, bloquearam o porto com alvenaria, arrasaram toda a cidade e provavelmente mataram os seus habitantes. Nenhuma fonte antiga testemunha diretamente estes eventos, mas as provas arqueológicas de incêndio e do bloqueio do porto levam a que os arqueólogos concluam que foi isso que aconteceu.
A localização da cidade foi esquecida e Falasarna aparece nos registos venezianos como uma cidade perdida. O sítio  foi redescoberto no século XIX pelos exploradores britânicos Robert Pashley e o então capitão da Marinha Britânica Thomas Spratt. Este último escreveu em 1859 que o antigo porto do sítio deserto estava então a 100 jardas (91 metros) do mar e que o que fora outrora a costa marítima devia ter subido pelo menos 24 pés 7,3 m). As escavações modernas confirmaram essa estimativa e também mostraram que o porto ficou rapidamente assoreado depois do ataque romano. A datação por carbono-14 de algas fósseis ao longo da marca do antigo nível do mar nas falésias em redor de Falasarna apontam para que a mudança do nível do mar foi súbita e ocorreu em algum momento há mais de 16 séculos. É provável que o evento que o causou tenha sido o grande sismo e tsunami ocorrido em 21 de julho de 365 d.C., que causou estragos catastróficos em todas as costas do Mediterrâneo Oriental e foi registado por Amiano Marcelino e outros autores. Um antigo tanque de peixes com dois lanços de degraus talhados nas rochas costeiras perto do porto foi partido ao meio, provavelmente durante o mesmo sismo.

## Escavações

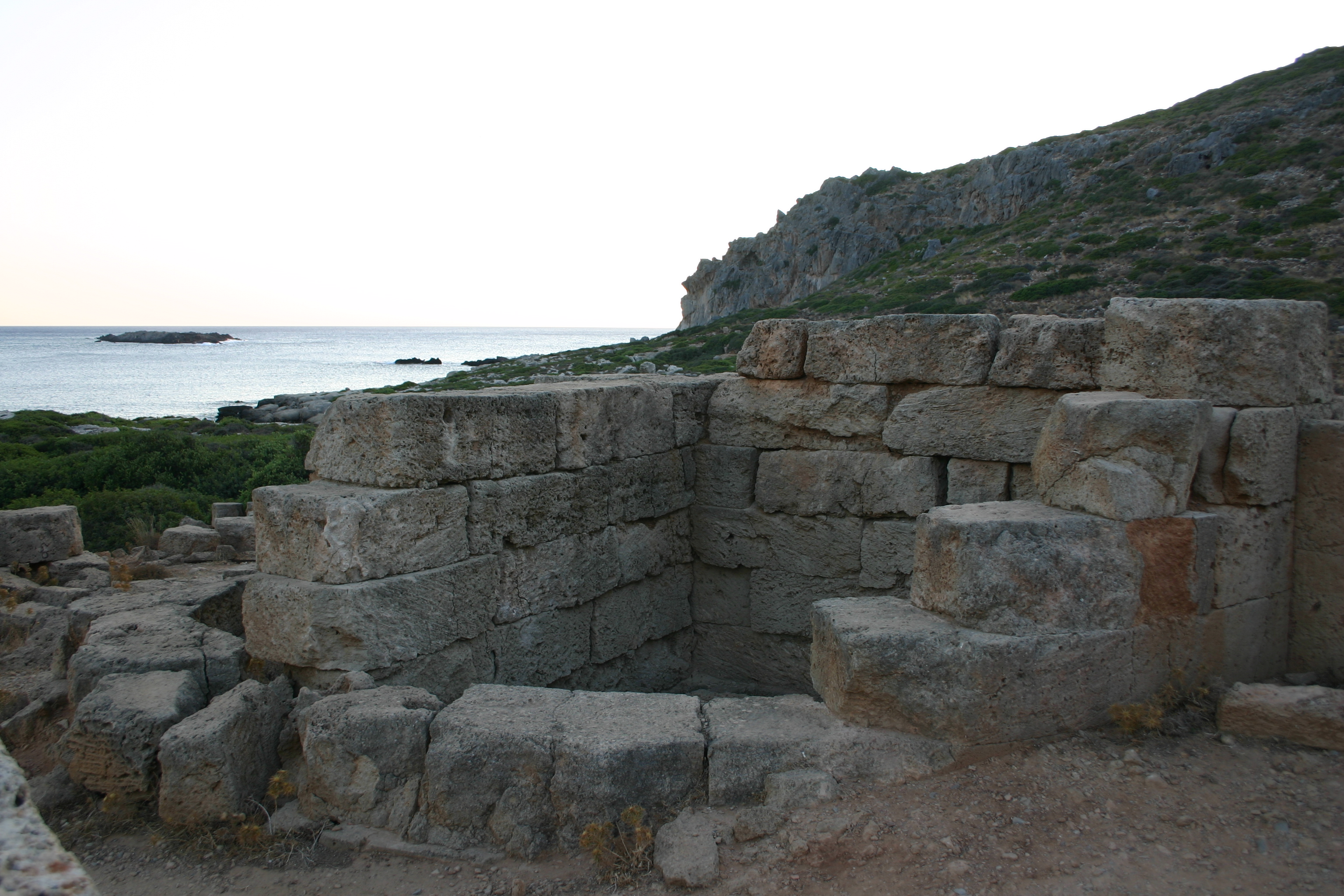
Ruínas de torre circular

Em 1966 foram iniciadas escavaçõs de salvamento, dirigidas por Yannis Tzedakis, diretor do Departamento de Antiguidades Clássicas em Chania, e continuaram depois sob a direção de Vanna Niniou-Kindeli. Foram descobertos mais de 70 túmulos, alguns deles com enterramentos em pitos e outros em cista. Estas primeiras escavações foram muito importantes pois provaram que o local foi habitado no século VI a.C. Desde então apenas uma mais uma pequena parte do cemitério foi escavado, tendo sido recuperados muitos artefactos de grande beleza, nomeadamente um pélica (vaso cerâmico semelhante a uma ânfora) do século IV a.C. com Eros perseguindo uma ménade. Na área da necrópole ergue-se um trono de talhado em pedra com dois metros de altura, provavelmente dedicado à deusa fenícia Astarte.
Em 1986 foram iniciadas escavações de investigação dirigidas por Elpida Hadjidaki, do Serviço de Arqueologia grego, e Frank Frost, da Universidade da Califórnia em Santa Bárbara. Entre os achados mais importantes encontram-se duas torres, uma porta fortificada, longas secções dos cais do porto com pilares de amarração , um tanque secundário, uma área industrial, uma via pública, armazéns, um altar e um depósito de água.